# Hřib uťatovýtrusý
Hřib uťatovýtrusý (Xerocomellus porosporus (Imler ex G. Moreno et Bon) Šutara 2008) je houba z čeledi hřibovitých. Z houbařského hlediska jde o jedlý druh horší jakosti srovnatelný s hřibem žlutomasým (babkou).

## Synonyma
- Boletus porosporus Imler ex G. Moreno et Bon[1] 1977
- Boletus porosporus (Imler) Watling[2] 1968
- Boletus truncatus (Sing., Snell et Dick) Pouz. 1966[3] 1)
- Xerocomellus porosporus (Imler ex G. Moreno et Bon) Šutara[1] 2008
- Xerocomus porosporus Imler 1955 (nom. inval.)[3]
- Xerocomus porosporus Imler 1958 (nom. inval.)[3]
- Xerocomus porosporus (Imler ex G. Moreno et Bon) Contu[1] 1990
- Xerocomus truncatus Sing., Snell et Dick 1960[3], resp. 1959[4]1)
- Xerocomus truncatus s. auct. Eur.
- hřib uťatovýtrusný[2]
- hřib uťatovýtrusý[1]
- hřib uťatý[3]
- suchohřib uťatovýtrusý

1) Název byl považován za synonymum až do okamžiku zjištění, že X. truncatus a X. porosporus jsou odlišné houby (podrobněji v následující kapitole).

## Taxonomie
Hřib uťatovýtrusý studovali paralelně Singer a Imler. Singer tento druh zmiňuje již v roce 1945, z jeho práce je zřejmé, že byl zaměňován s jiným příbuzným druhem, následně rozlišen (ale nepojmenován), protože nebylo jisté, zda není totožný s dalším druhem s obdobnými znaky. První popis pod názvem Xerocomus porosporus vydal Imler v roce 1955. Ten však nebyl v souladu s pravidly mykologické nomenklatury platný, protože nebyl psán latinsky. Latinský popis Imler vydal roku 1958, ale právě tímto rokem vstoupil v platnost požadavek na citaci typu, která chyběla, takže opět nemohl být uznán. V roce 1960 (resp. 1959) zveřejnili vlastní platný popis pod názvem Xerocomus truncatus Singer, Snell a Dicková. Roku 1965 přeřadil Zdeněk Pouzar Xerocomus truncatus do rodu Boletus, protože tehdejší popis rodu Xerocomus nepovažoval za dostatečný k prokázání taxonomické pozice rodu a považoval ho pouze za podrod. V roce 1968 Imlerův název Boletus porosporus sankcionoval Watling, avšak neplatně, protože uvedl chybně bazionym.
Roku 1977 popsal Imler znovu (tentokrát platně) taxon jako Boletus porosporus, v roce 1990 jej Contu přeřadil do rodu Xerocomus a roku 2008 Josef Šutara do nového rodu Xerocomellus. Mezi tím bylo zjištěno, že severoamerický Xerocomus truncatus a středoevropský Xerocomus porosporus jsou i přes velmi blízké znaky dvě odlišné houby, což znamená, že popis Singerův i Imlerův jsou platné (každý pro odlišný druh). Americký truncatus nakonec Klofac přeřadil roku 2011 do rodu Xerocomellus (podobně jako Šutara učinil s evropským druhem) a platným názvem se tak stal Xerocomellus truncatus (Singer, Snell & E.A. Dick) Klofac 2011.

## Vzhled

### Makroskopický
Klobouk dosahuje 30 - 65 (90) milimetrů, v mládí je polokulovitý, poté klenutý, ve stáří poduškovitý až ploše rozprostřený. Povrch má šedohnědou, šedookrovou, světle- až tmavohnědou barvu, někdy s olivovým nádechem. Pokožka je matná, nelesklá, sametová až jemně plstnatá, obvykle rozpraskává na malá políčka. Praskliny obvykle nejsou začervenalé, ale bílé. Pokud se už červené zbarvení objeví, tak nikdy v subkutikulární vrstvě, ale v hlubších vrstvách.
Rourky jsou 5 - 10 (13) milimetrů dlouhé, společně s póry mají nejprve žluté zbarvení, později jsou žlutoolivové až olivově zelené. Při poškození mají tendenci měnit barvu do modra či zelena.
Třeň válcovitý, někdy u báze silnější, bez síťky, často však svisle žíhaný. V horních partiích je zbarven žlutě, níže bývá v mládí začervenalý, později přechází do šeda, šedoolivova nebo šedohněda. Povrch kryjí červenavá, červenohnědá nebo našedlá zrníčka, která jsou velice jemná.
Dužnina má v oblasti klobouku a vrchní části třeně nažloutlé až žluté zbarvení, v nižších partiích může být načervenalá, v bazální části až nahnědlá. Při poškození více nebo méně modrá. Chuť i vůně jsou příjemné, nenápadné.

### Mikroskopický
Povrch klobouku je červeně vláknitě žíhaný na růžovém nebo žlutorůžovém podkladu, pokožku kryjí trichodermové vláknité 3 - 8 μm široké hyfy. Výtrusy dosahují (10) 11 - 14 (16) × (3) 3,5 - 4,5 (5) μm, jsou hladké, podlouhle vřetenovité, patrná je suprahilární deprese. Výtrusný prach je olivově hnědý.

## Výskyt
Roste v nížinách a pahorkatinách ve smíšených nebo listnatých lesích, nejčastěji pod duby. Preferuje teplejší oblasti a nevápnité půdy. Objevuje se od června do září.

## Rozšíření
Výskyty uváděné na území Severní Ameriky podle aktuálních znalostí patří ve skutečnosti k druhu Xerocomellus truncatus. Hřib uťatovýtrusý se vyskytuje ve střední Evropě, potvrzen byl i na území bývalé Jugoslávie. Z dalších evropských zemí to jsou: Belgie, Česká republika, Dánsko, Francie, Irsko, Lucembursko, Maďarsko, Německo, Norsko, Rakousko, Slovensko, Slovinsko, Spojené království (a ostrov Man), Španělsko, Švédsko.
V rámci chráněných území České republice byl v minulosti popsán výskyt na následujících lokalitách:
- Klánovický les[3] (Praha)
- Koda[6] (okres Beroun)
- Obora v Uhříněvsi[3] (Praha)
- Šárka - Lysolaje[3] (Praha)
  - Divoká Šárka[7]
- Roztocký háj - Tiché údolí[3] (Praha)

## Záměna
Ze středoevropských druhů je hřib uťatovýtrusý nejpodobnější hřibu žlutomasému („babka“). Od něj se liší absencí růžových tónů v prasklinách na klobouku. Tento znak je spíše pomocný, protože se projevuje pouze u plodnic rostoucích ve stínu až polostínu - plodnice hřibu žlutomasého rostoucí na slunci rozpraskávají do hlubších vrstev, kde se růžové zbarvení neprojevuje. Druhy lze rozlišit i mikroskopicky podle tvaru spor. Hřib uťatovýtrusý dostal svůj název právě podle výtrusů, které nejsou zakončeny oble, ale rovně, jsou jakoby uťaté. Tento rys nemusí být patrný na všech výtrusech, objevuje se v 70 - 90 % preparátu.